# HMS Abercrombie (F109)
Pour les autres navires du même nom, voir HMS Abercrombie.
Le HMS Abercrombie (pennant number F109), est un petit cuirassé de type monitor de la Royal Navy. Il est construit et mis en service au cours de la Seconde Guerre mondiale. Il est le second de la classe Roberts, qui compte aussi le HMS Roberts (F40). 
L’Abercrombie participe à plusieurs opérations alliées pendant la guerre dont l'opération Husky en Sicile et l'Opération Avalanche dans le sud de l'Italie. Endommagé par des mines à deux reprises, il est réparé à Tarente en 1944. Il est ensuite envoyé dans l'océan Pacifique, mais la guerre finit avant son arrivée. De retour à Chatham, il est utilisé à des fins d'entraînement. Il est vendu pour la ferraille en 1954.